# Spiro Dine
Spiro Risto Dine (ur. 1846 w Vithkuq k. Korczy, zm. 12 kwietnia 1922 w Korczy) – albański poeta i folklorysta, działacz narodowy.

## Życiorys
Był synem albańskiego działacza niepodległościowego Risto Dine. W 1866 wyemigrował z Albanii do Egiptu, gdzie działała liczna diaspora albańska. Współtworzył egipską filię Albańskiego Towarzystwa Literackiego (Shoqëria e të Shtypurit Shkronja Shqip). W Egipcie spotkał Thimi Mitko – znanego folklorystę z Korczy, z którym współpracował nad zbiorem tekstów albańskiej kultury ludowej – Bleta Shqiptare (Albańska Pszczoła). W 1908 wydał w Sofii zbiór tekstów historyczno-literackich dotyczącym Albanii – Valët e Detit (Fale morza). W tym czasie było to najdłuższe dzieło w języku albańskim (856 stron). W swoim dorobku Dine miał także utwory poetyckie i komedie.
Imieniem Spiro Dine nazwano ulice w Tiranie (dzielnica Yzberisht) i w Korczy.